# Чаплигінський район
Чаплигінський район - адміністративна одиниця на північному сході Липецької області Росії.
Адміністративний центр - місто Чаплигін.

## Географія
Площа 1490 км². Район межує з Рязанською і Тамбовської областями, а також з Лев-Толстовським і Добровським районами Липецької області.
Основні річки - Станова Ряса, Ранова.

## Історія
Раненбургський район утворений 30 липня 1928 року в складі Центрально-Чорноземної області (ЦЧО) (до 1930 року входив в Козловський округ). Після поділу ЦЧО 31 грудня 1934 року увійшов до складу Воронезької.
20 жовтня 1933 Президія ВЦВК ухвалив «Перенести Люблінську і Зиковську сільради Лев-Толстовського району в Раненбургський район» * 
26 вересня 1937 року - включений у новостворену Рязанську область. В 1948 році перейменований в Чаплигінський район. Після утворення 6 січня 1954 року Липецької області включений до її складу.
4 липня 1956 року до складу Чаплигінского району включена частина скасованого Колибельского району. 1 лютого 1963 також скасований Троєкуровський район увійшов в Чаплигінський.

## Економіка
30 листопада 2006 року на території району утворена особлива економічна зона регіонального рівня промислово-виробничого типу «Чаплигінська» в зв'язку з чим в Чаплигінському районі очікувався промисловий бум.
Великі надії району були пов'язані з унікальним гірничо-збагачувальним комбінатом (ГЗК) «Рановий», побудованим біля села Урусова. Однак, на момент початку 2015р., ГЗК практично не функціонує (близько трьох років). Спільно з австрійською фірмою "HAWLE" був побудований невеликий цех з виробництва запірних конструкцій. Інша новобудова - маленький китайський заводик з виробництва поліетиленових шлангів для крапельного поливу.